# Heidi Specogna
Heidi Specogna (née le 5 janvier 1959 à Bienne) est une cinéaste suisse. Elle vit à Berlin.

## Biographie et œuvre
Heidi Specogna a fréquenté l'École de journalisme de Zurich puis a travaillé comme journaliste pour différents médias suisses germanophones. De 1982 à 1988, elle a étudié à l'Académie allemande du film et de la télévision de Berlin. Depuis 2003, elle est chargée de cours à l'Académie de cinéma de Ludwigsburg pour le film documentaire.
L'Amérique latine est une des priorités de son cinéma. En 1991, elle a réalisé le portrait de la guérillera Tamara Bunke et en 1996 elle a retracé l'histoire du mouvement de guerilla uruguayen Tupamaros. Dans Das kurze Leben des José Antonio Gutierrez (La Courte Vie de José Antonio Gutierrez), Heidi Specogna suit les traces de José Antonio Gutierrez au Guatemala et au Mexique. Pepe Mujica, das Präsident est un portrait de Pepe Mujica, ancien Président de la république de l'Uruguay (2010-2015), guérillero mais aussi amoureux des fleurs.
En 2011, Carte blanche se penche sur la République centrafricaine et plus particulièrement les enquêteurs qui, à la demande de la Cour pénale internationale, recueillent des témoignages et collectent des preuves sur Jean-Pierre Bemba et les crimes de guerre commis en 2002 et 2003.
Cahier africain retrace l'histoire de victimes de ces crimes sur plusieurs années et les suit dans les affres de la guerre qui a éclaté en 2013 entre musulmans et chrétiens dans ce pays.
En 2020, les Journées cinématographiques de Soleure ont rendu hommage à Heidi Specogna.

## Prix
- 2007 : Prix du cinéma suisse dans la catégorie Meilleur film documentaire pour La Courte Vie de José Antonio Gutierrez
- 2008 : Prix Adolf-Grimme pour La Courte Vie de José Antonio Gutierrez
- 2011 : Prix du film documentaire 3sat pour Carte blanche
- 2012 : Prix du cinéma allemand des droits de l'homme pour Esther und die Gesiter (Esther et les Esprits)
- 2013 : Prix cinématographique des médias catholiques pour Carte blanche
- 2016 : Prix allemand du Film sur les Droits de l'Homme pour Cahier africain (Meilleur documentaire)
- 2016 : Prix Konrad Wolf

## Filmographie
- 1982 : Tasta Tour, court-métrage / Empfindlich, court-métrage
- 1983 : Die Beichte (La Confession), court-métrage
- 1984 : Färthen (Les Pistes), documentaire
- 1985 : Das Indianerkind, court-métrage
- 1987 : Das Schwinden der Schwelle (Le Retrait du seuil), documentaire
- 1988 : Djibouti, court-métrage
- 1991 : Tania la guerillera, documentaire
- 1993 : Deckname Rosa (Pseudonyme Rosa), documentaire sur Margrit Bolli
- 1995 : Z’Man’s Kind, long métrage
- 1996 : Tupamaros, documentaire
- 2002 : Kaprun, documentaire
- 2004 : Zeit der roten Nelken (Le Temps des œillets rouges), documentaire
- 2006 : La Courte Vie de José Antonio Gutierrez, documentaire
- 2010 : Das Schiff des Torjägers (Le Navire du jeune buteur argentin), documentaire
- 2011 : Carte blanche, documentaire
- 2011 : Esther et les Esprits, court métrage documentaire
- 2015 : Pepe Mujica, le Président, documentaire
- 2016 : Cahier africain, documentaire
- 2024 : La vision de Claudia Andujar, documentaire